# 超人前传 (第七季)
《超人前传》（英語：Smallville）第七季，美国超自然电视剧，讲述克拉克·肯特成长为超人的故事。第七季在CW电视台播放(2007年9月27日 – 2008年5月15日)，本季一共20集；本季度受到2007年－2008年美国编剧协会大罢工的影响集数有所缩减。(原訂為最終季、原集數為23集)

## 简介
上季末Luthor父子的角色不知不觉调换了，Lana表示还是深爱着Clark并要离开Lex，Lex十分生气并威胁要杀死Lana，Lionel知道了Clark的身份却不断的保护他；Chloe发现了自己能力并感到困惑，Lois发现了Reeves水坝有问题并过去调查；在调差的时候Lois被捅伤，发现Lois的Chloe痛哭，这时发生了奇怪的事情Lois被Chloe救活，但Chloe反而昏迷不醒；Lana走进汽车后汽车便爆炸了，而Lionel目睹了这一切，Lex因谋杀Lana而被捕；得知Lana被炸死，Clark去Reeves水库找Lex，Lex放出氪星幽灵，氪星幽灵复制了Clark后与Clark陷入混战，当氪星幽灵受重伤的时候在场的Lionel使用了氪星石头，没想到对于氪星幽灵氪星石头反而具有修复的功效。

紧接上季氪星幽灵和Clark混战把Reeves水坝破坏了而被捕的Lex所做在的车辆就在水坝边的桥上，洪水将一切冲垮Lex被困车内，而Lois准备带着Chloe出去的时候因为水坝被破坏而困在里面；氪星幽灵被打伤后到了Clark的农场里找到氪星石头疗伤；Lionel被冲到岸边昏迷不醒，被一个神秘人带走，因此Clark没有找到他。而Lex被一个神秘女人相救。

## 主要演员
- 汤姆·威灵 饰 克拉克·肯特（Clark Kent）
- Michael Rosenbaum 饰 雷克斯·路瑟（Lex Luthor）
- Kristin Kreuk 饰 拉娜·蓝（Lana Lang）
- Allison Mack 饰 克罗伊·苏利文（Chloe Sullivan）
- Erica Durance 饰 露意絲·連恩（Lois Lane）
- Aaron Ashmore 饰 詹姆斯·巴塞洛缪·欧森，简称：吉米·欧森（James Bartholomew "Jimmy" Olsen）
- Laura Vandervoort 饰 Kara Zor-El/Supergirl
- John Glover 饰 莱诺·路瑟（Lionel Luthor）

## 集数
| 总集数 | 集数 | 标题               | 导演            | 编剧                            | 首播日期       | 制作代码 | 美国收视人数 (百万) |
| ------ | ---- | ------------------ | --------------- | ------------------------------- | -------------- | -------- | ------------------- |
| 133    | 1    | 比扎羅 Bizarro     | Michael Rohl    | Brian Peterson & Kelly Souders  | 2007年9月27日  | 3T6301   | 5.18                |
| 134    | 2    | 卡拉(女超人) Kara  | James Conway    | Todd Slavkin & Darren Swimmer   | 2007年10月4日  | 3T6302   | 4.59                |
| 135    | 3    | 激烈 Fierce        | Whitney Ransick | Holly Harold                    | 2007年10月11日 | 3T6303   | 4.82                |
| 136    | 4    | 治癒 Cure          | Rick Rosenthal  | Al Septien & Turi Meyer         | 2007年10月18日 | 3T6304   | 5.18                |
| 137    | 5    | 開拍行動 Action    | Mairzee Almas   | Caroline Dries                  | 2007年10月25日 | 3T6306   | 4.65                |
| 138    | 6    | 勞拉 超人之母 Lara | James Conway    | Don Whitehead & Holly Henderson | 2007年11月1日  | 3T6305   | 4.31                |
| 139    | 7    | 怒火 Wrath         | Charles Beeson  | Kelly Souders & Brian Peterson  | 2007年11月8日  | 3T6307   | 4.64                |
| 140    | 8    | 藍色氪石 Blue      | Glen Winter     | Todd Slavkin & Darren Swimmer   | 2007年11月15日 | 3T6308   | 4.51                |
| 141    | 9    | 雙子座 Gemini      | Whitney Ransick | Caroline Dries                  | 2007年12月13日 | 3T6309   | 3.71                |
| 142    | 10   | 角色 Persona       | Todd Slavkin    | Don Whitehead & Holly Henderson | 2008年1月31日  | 3T6310   | 3.81                |
| 143    | 11   | 次聲波 Siren       | Kevin Fair      | Kelly Souders & Brian Peterson  | 2008年2月7日   | 3T6311   | 4.01                |
| 144    | 12   | 裂痕 Fracture      | James Marshall  | Caroline Dries                  | 2008年2月14日  | 3T6312   | 3.67                |
| 145    | 13   | 英雄 Hero          | Michael Rohl    | Aaron & Todd Helbing            | 2008年3月13日  | 3T6313   | 3.80                |
| 146    | 14   | 旅人 Traveler      | Glen Winter     | Don Whitehead & Holly Henderson | 2008年3月20日  | 3T6314   | 3.44                |
| 147    | 15   | 真理 Veritas       | James Marshall  | Kelly Souders & Brian Peterson  | 2008年3月27日  | 3T6315   | 3.86                |
| 148    | 16   | 墜落 Descent       | Ken Horton      | Don Whitehead & Holly Henderson | 2008年4月17日  | 3T6316   | 3.61                |
| 149    | 17   | 軌枕 Sleeper       | Whitney Ransick | Caroline Dries                  | 2008年4月24日  | 3T6317   | 3.62                |
| 150    | 18   | 天啟 Apocalypse    | Tom Welling     | Al Septien & Turi Meyer         | 2008年5月1日   | 3T6318   | 3.81                |
| 151    | 19   | 追尋 Quest         | Kenneth Biller  | Holly Harold                    | 2008年5月8日   | 3T6319   | 3.99                |
| 152    | 20   | 北極 Arctic        | Todd Slavkin    | Don Whitehead & Holly Henderson | 2008年5月15日  | 3T6320   | 3.85                |

## 原始結局劇情
會出現這個原始結局劇情，是因為最初本劇為七季完結，第七季原為23集，但因為編劇工會罷工事件影響的關係，集數遭縮減，再加上到拍攝後期時追加第八季的續訂，使得原定做為最後大結局的劇本也被改寫。
以下為以第七季作為最終季的原始劇情發展：
1.在原始劇本中，第21集是第20集的幾週後，克拉克在冰宮被破壞時被吸進魔靈界遇到卡拉，兩人在脫逃出來後聯繫上奧利佛(在第八季中跟著出現的Fiona的魔靈在原版中是在這裡現身)，奧利佛表示路德的探險隊在堡壘消失之處找到雷克斯並送醫急救，同時探險隊也發現到建立堡壘的水晶並保管著。
2.原版本中救克洛伊為22集，而克拉克並未被奧利佛射傷；奧利佛與克拉克先將被不明軍隊帶走的克洛伊救出，魔靈Fiona附身在露意絲身上作亂，發現在醫院中的雷克斯體內有曾經被蕯德的魔靈附身過的殘留能量，因此將他帶走，把邪惡力量附在他身上，和體內的殘留能量合而為一並把他的黑暗面釋放出來，讓他變成黑暗兵器。
第23集大結局，透過克洛伊的協助，奧利佛將被路德公司沒收的堡壘水晶偷出來，先恢復了堡壘和克拉克的超能力後，克拉克與卡拉兩人對決Fiona、和黑化的雷克斯，並利用堡壘的能量驅逐兩人，之後利用堡壘清除了腦魔對克洛伊的感染，但克洛伊還是保留著對於克拉克真實身分與超能力的記憶，同時也利用水晶改寫雷克斯的記憶，雷克斯遺忘了來到小鎮之後的記憶，並回大都會接管路德公司。克拉克決定前往大都會發展，並加入星球日報，之後，大都會出現了一名無名英雄打擊犯罪.....全劇結束。